# Josef Miller (Politiker, 1947)

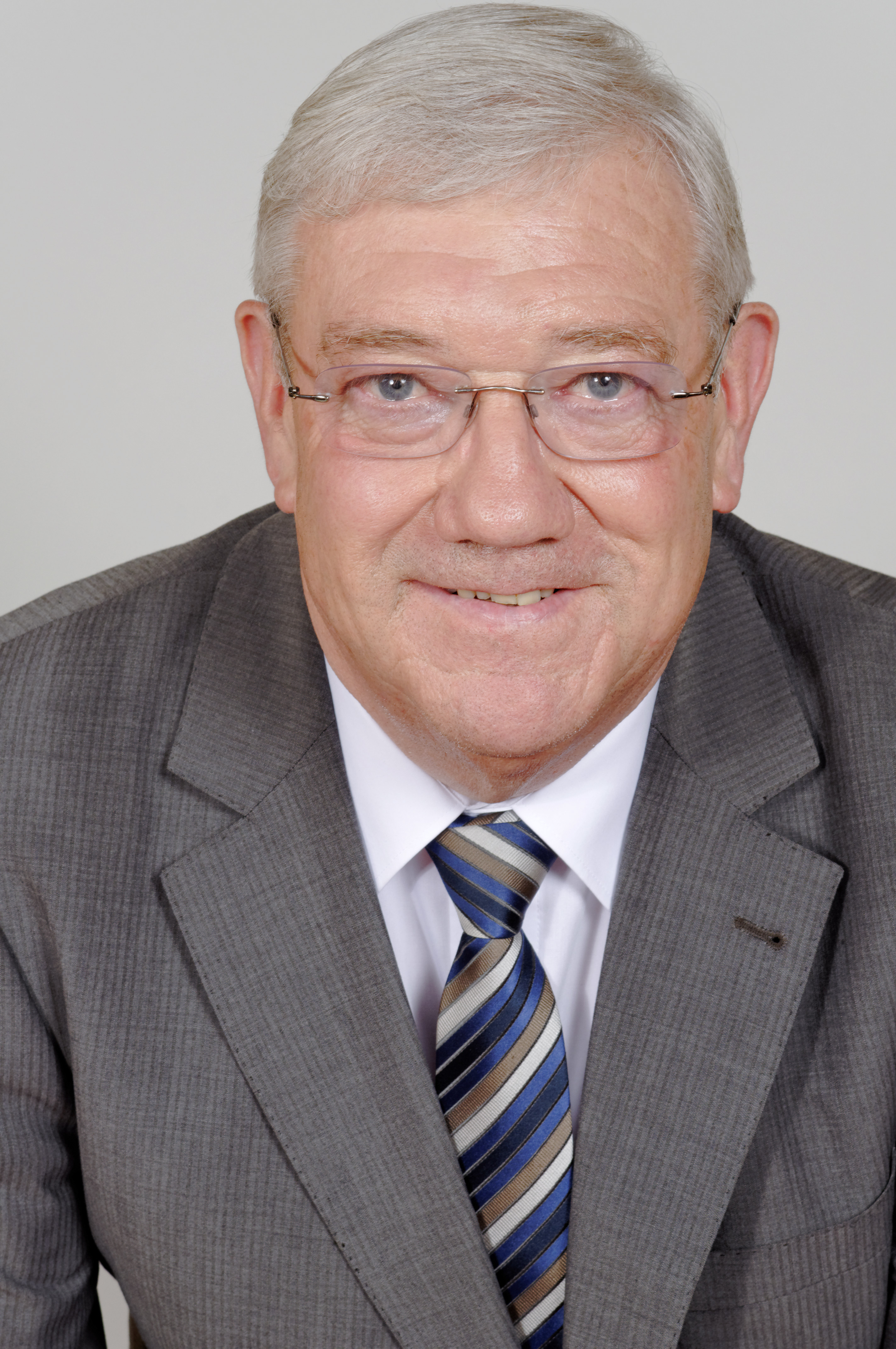
Josef Miller (2012)

Josef Miller (* 12. Juli 1947 in Oberschöneberg) ist ein deutscher Politiker (CSU) und war von 1998 bis 2008 bayerischer Staatsminister für Ernährung, Landwirtschaft und Forsten (1998–2001) beziehungsweise Landwirtschaft und Forsten (ab 2001).

## Ausbildung und Beruf
Nach einer Ausbildung zum Landwirt, zwischenzeitlicher Tätigkeit als Bauhilfsarbeiter und der Erlangung der Mittleren Reife im zweiten Bildungsweg 1966, holte er 1969 auf dem Bayernkolleg Augsburg sein Abitur nach und studierte von 1969 bis 1972 Agrarwissenschaften an der TU München-Weihenstephan, welches er mit Diplom abschloss. Während seines Studiums wurde er Mitglied der katholischen Studentenverbindung K.D.St.V. Agilolfia Freising im CV. Nach zweijähriger Referendarzeit und Erlangung des Staatsexamens 1974 arbeitete er bis 1977 als Betriebswirtschaftsberater am Amt für Landwirtschaft in Memmingen, war anschließend bis 1979 als Dozent für Volkswirtschaft und Agrarpolitik an der Staatlichen Führungsakademie in München tätig und wechselte dann ins Bayerische Staatsministerium für Ernährung, Landwirtschaft und Forsten, welchem er bis 1986 angehörte – zuletzt als Ministerialrat und Referent für Öffentlichkeitsarbeit.

## Privat
Josef Miller ist römisch-katholisch. In seiner Jugend war er Mitglied in der Katholischen Landjugendbewegung (KLJB). Er ist verheiratet und hat zwei Kinder. Die kirchliche Hochzeit fand in der Wallfahrtskirche von Maria Vesperbild statt.

## Partei
Er war von 1988 bis 2011 Memminger CSU-Kreisvorsitzender, ist seit dem 4. April 2011 Ehrenvorsitzender des CSU-Kreisverbandes Memmingen und seit dem 1. Mai 1996 Mitglied des Stadtrats von Memmingen. Des Weiteren war er Mitglied im Bezirks- und Landesvorstand der CSU sowie Stellvertretender Landesvorsitzender der Arbeitsgemeinschaft Landwirtschaft der CSU.

## Öffentliche Ämter
Von 1986 bis 2014 war er für den Stimmkreis Memmingen im Bayerischen Landtag. Im Jahr 1990 wurde er zum Staatssekretär im Bayerischen Staatsministerium für Ernährung, Landwirtschaft und Forsten berufen und hatte dieses Amt bis 1993 inne. Im November 1994 wurde er stellvertretender Vorsitzender der CSU-Fraktion im Bayerischen Landtag. Aus dieser Stellung heraus wurde er im Oktober 1998 zum Bayerischen Staatsminister für Ernährung, Landwirtschaft und Forsten ernannt. Von 2001 bis 2008 war er Staatsminister für Landwirtschaft und Forsten. Dieses Amt übergab er im Oktober 2008 an Helmut Brunner. Am 11. Juli 2012 gab er bekannt, bei der Landtagswahl im Jahr 2013 nicht mehr zu kandidieren.
Josef Miller war von 2009 bis 2016 erster Vorsitzender der Schutzgemeinschaft Deutscher Wald im Landesverband Bayern.

## Auszeichnungen und Ehrungen
- Bayerischer Verdienstorden, verliehen 1997
- Bayerischer Bierorden, verliehen 2000
- Bundesverdienstkreuz am Bande, verliehen 2003
- Bayerische Verfassungsmedaille in Gold, verliehen 2005
- Gregoriusorden für den Einsatz der Anliegen der katholischen Kirche, verliehen 2013
- Max-Schönleutner-Medaille der Technischen Universität München, verliehen 2013
- Ehrensenatorwürde der Hochschule Kempten, verliehen 2013
- Ehrenbürgerwürde der Stadt Memmingen, verliehen zum 1. Mai 2014